# Betri deildin 2020
O Campeonato Faroês de Futebol de 2020 – ou Betri deildin 2020 por razões de patrocínio – foi a 78ª edição da principal divisão do futebol nas Ilhas Faroé, e a 16ª no formato atual.
O KÍ defendeu o título, tendo conquistado seu 18º campeonato na temporada passada. O campeonato estava marcado para início no dia 8 de março e posteriormente foi adiado para 15 de março por conta da pandemia de COVID-19 nas Ilhas Faroé. A temporada começou no dia 9 de maio e terminou em 7 de novembro de 2020. Isso ficou decidido após não ser reportado nenhum novo caso de COVID-19 nas Ilhas Faroé de 6 de abril até 18 de abril. Ninguém morreu por COVID-19 no país até o dia 8 de maio.
O canal norueguês TV2 transmitiu as partidas das 12 primeiras rodadas.

## Equipes
Não houve rebaixamento na temporada passada já que os três primeiros colocados da 1. deild eram times reservas.
| Equipe                | Localização  | Estádio          | Capacidade | Posição em 2019 |
| --------------------- | ------------ | ---------------- | ---------- | --------------- |
| AB Argir              | Argir        | Skansi Arena     | 2.000      | 7º              |
| B36 Tórshavn          | Tórshavn     | Gundadalur       | 5.000      | 2º              |
| EB/Streymur           | Streymnes    | Við Margáir      | 2.000      | 9º              |
| Havnar Bóltfelag (HB) | Tórshavn     | Gundadalur       | 5.000      | 4º              |
| ÍF Fuglafjørður       | Fuglafjørður | Í Fløtugerði     | 3.000      | 10º             |
| KÍ Klaksvík           | Klaksvík     | Við Djúpumýrar   | 4.000      | 1º              |
| NSÍ Runavík           | Runavík      | Við Løkin        | 2.000      | 3º              |
| Skála ÍF              | Skála        | Undir Mýruhjalla | 1.500      | 6º              |
| TB Tvøroyri           | Tvøroyri     | Við Stórá        | 4.000      | 8º              |
| Víkingur Gøta         | Norðragøta   | Sarpugerði       | 3.000      | 5º              |

## Tabela
| Pos | Time        | J  | V  | E | D  | GP | GC | SG  | Pts | Qualificação                                                 |
| --- | ----------- | -- | -- | - | -- | -- | -- | --- | --- | ------------------------------------------------------------ |
| 1   | HB          | 27 | 22 | 3 | 2  | 81 | 23 | +58 | 69  | 1ª Fase Qualificatória da Liga dos Campeões de 2021–22       |
| 2   | NSÍ         | 27 | 20 | 3 | 4  | 58 | 26 | +32 | 63  | 1ª Fase Qualificatória da Liga Conferência Europa de 2021–22 |
| 3   | KÍ          | 27 | 19 | 5 | 3  | 72 | 25 | +47 | 62  |                                                              |
| 4   | B36         | 27 | 19 | 2 | 6  | 77 | 37 | +40 | 59  |                                                              |
| 5   | Víkingur    | 27 | 15 | 2 | 10 | 55 | 44 | +11 | 47  |                                                              |
| 6   | ÍF          | 27 | 7  | 5 | 15 | 34 | 59 | -25 | 26  |                                                              |
| 7   | EB/Streymur | 27 | 7  | 3 | 17 | 26 | 65 | -39 | 24  |                                                              |
| 8   | TB          | 27 | 4  | 6 | 17 | 20 | 42 | -22 | 18  |                                                              |
| 9   | AB          | 27 | 1  | 7 | 19 | 21 | 73 | -52 | 10  | 1. deild de 2021                                             |
| 10  | Skála       | 27 | 1  | 4 | 22 | 22 | 72 | -50 | 7   | 1. deild de 2021                                             |

Fonte: FaroeSoccer, FSF
Critérios de desempate: 1) Pontos; 2) Saldo de Gol; 3) Gols Pró

## Resultados
Cada equipe jogou três vezes (duas vezes em casa e uma vez fora ou uma vez em casa e duas vezes fora) contra todos os times, totalizando 27 partidas cada. 
| Casa / Fora | AB   | B36 | EB/S | HB  | ÍF  | KÍ  | NSÍ | SKÁ | TB  | VÍK |
| ----------- | ---- | --- | ---- | --- | --- | --- | --- | --- | --- | --- |
| AB          |      | 0–4 | 1–1  | 0–5 | 2–2 | 0–6 | 2–3 | 1–1 | 0–0 | 0–0 |
| B36         | 3–0  |     | 4–1  | 2–4 | 2–0 | 6–2 | 1–1 | 6–2 | 4–1 | 4–2 |
| EB/S        | 3–1  | 0–3 |      | 0–2 | 0–1 | 0–7 | 0–3 | 1–0 | 2–0 | 0–2 |
| HB          | 11–0 | 2–0 | 1–0  |     | 2–1 | 3–3 | 2–0 | 3–0 | 4–1 | 3–0 |
| ÍF          | 4–2  | 0–3 | 2–1  | 1–3 |     | 1–4 | 0–1 | 3–0 | 1–0 | 1–2 |
| KÍ          | 2–0  | 0–2 | 3–0  | 2–1 | 6–0 |     | 1–1 | 3–0 | 2–1 | 4–1 |
| NSÍ         | 3–0  | 4–2 | 1–0  | 2–0 | 5–0 | 0–2 |     | 1–0 | 3–1 | 1–2 |
| Skála       | 1–1  | 1–3 | 1–3  | 1–3 | 1–2 | 0–6 | 0–4 |     | 0–2 | 0–4 |
| TB          | 1–1  | 1–3 | 0–1  | 0–1 | 0–0 | 1–2 | 0–1 | 1–0 |     | 1–2 |
| Víkingur    | 2–1  | 4–2 | 6–0  | 1–3 | 1–2 | 1–2 | 1–0 | 5–2 | 0–0 |     |

| Casa / Fora | AB   | B36  | EB/S | HB   | ÍF   | KÍ   | NSÍ  | SKÁ  | TB   | VÍK  |
| ----------- | ---- | ---- | ---- | ---- | ---- | ---- | ---- | ---- | ---- | ---- |
| AB          |      |      |      | 27ªR | 2–3  |      | 1–3  |      | 0–3  |      |
| B36         | 20ªR |      |      | 22ªR |      |      | 27ªR |      | 24ªR |      |
| EB/S        |      | 23ªR |      | 21ªR |      |      |      | 26ªR | 25ªR | 19ªR |
| HB          |      |      |      |      |      |      | 19ªR | 23ªR | 26ªR | 24ªR |
| ÍF          | 26ªR | 19ªR | 22ªR | 20ªR |      |      | 24ªR |      |      |      |
| KÍ          | 22ªR | 21ªR | 24ªR | 27ªR | 25ªR |      |      |      |      |      |
| NSÍ         |      |      | 20ªR |      |      | 26ªR |      | 22ªR |      | 25ªR |
| Skála       | 24ªR | 1–2  |      |      | 21ªR | 19ªR |      |      |      |      |
| TB          |      |      |      |      | 23ªR | 20ªR | 21ªR | 27ªR |      | 22ªR |
| Víkingur    | 21ªR | 26ªR |      |      | 27ªR | 23ªR | 20ªR |      |      |      |

### Estatísticas
Atualizado em 08 de novembro

### Artilharia
| Jogador              | Clube    | Gols |
| -------------------- | -------- | ---- |
| Klæmint Olsen        | NSÍ      | 17   |
| Uroš Stojanovic      | ÍF       | 17   |
| Petur Knudsen        | NSÍ      | 16   |
| Jóannes Bjartalíð    | KÍ       | 15   |
| Mikkel Dahl          | HB       | 14   |
| Finnur Justinussen   | Víkingur | 13   |
| Sebastian Pingel     | B36      | 13   |
| Hilmar Leon Jakobsen | HB       | 12   |
| Adrian Justinussen   | HB       | 12   |
| Páll Klettskarð      | KÍ       | 12   |